# Федеральне агентство геодезії та картографії
Федеральне агентство геодезії та картографії (Роскартографія) — федеральний орган виконавчої влади Російської Федерації, що здійснював спеціальні виконавчі, контрольні, дозвільні та наглядові функції під час виробництва геодезичних, астрономо-геодезичних, гравіметричних, топографічних, топографо-геодезичних (у складі маркшейдерський) робіт та інженерних вишукувань, аерокосмознімальних, картографічних, картовидавничих і кадастрових робіт, створення цифрових, електронних карт і геоінформаційних систем.

## Історія
Уперше орган було утворено як Вище геодезичне управління РРФСР (ВГУ) 15 березня 1919 року. З 15 червня 1935 року — Головне управління Державної зйомки і картографії НКВС СРСР. Постановою Ради народних комісарів СРСР № 1196 від 23 вересня 1938 року було виділено зі складу НКВС і перетворено на Головне управління геодезії і картографії при Раді народних комісарів СРСР (ГУГК при РНК СРСР). 10 травня 1967 року перетворено в Головне управління геодезії і картографії при Раді міністрів СРСР (ГУГК при РМ СРСР).
Управління активно займалось складанням і виданням різноманітних картографічних творів як по СРСР, так і багатьма іншим країнам світу, материками, морями Світового океану, різноманітними географічними областями світу. Управлінню, як радянському видавництву, було присвоєно код Держкомвидаву СРСР — 071. У віданні відомства знаходилося також створення і розвиток на території країни геодезичних мереж і об'єднуючою їх державної геодезичної мережі.
20 квітня 1991 року було засновано Головне управління геодезії і картографії при Раді Міністрів РРФСР (Головкартографія). 30 вересня 1992 року утворена Федеральна служба геодезії і картографії Росії (Роскартографія).
Відповідно до федерального закону «Про найменування географічних об'єктів» № 152-ФЗ від 18 грудня 1997 року агентство бере участь в роботах зі створення Державного каталогу географічних назв «з метою забезпечення однакового і стійкого вживання в Російській Федерації найменувань географічних об'єктів і збереження зазначених найменувань».
Указом президента Російської Федерації від 12 травня 2008 року № 724 і постановою федерального уряду від 5 червня 2008 року № 431 агентство передане у відання Міністерства економічного розвитку і торгівлі (з травня 2008 — Міністерство економічного розвитку).
Указом президента Росії від 31 грудня 2008 року скасоване 1 березня 2009 року; функції передані Федеральній службі державної реєстрації, кадастру і картографії (реорганізованої Росреєстрації).

## Керівництво
- Васильєв Михайло Вікторович (22 жовтня 1923 — 1 березня 1926)
- Калінін Микола Федорович (1 березня 1926 — 5 жовтня 1930)
- Горянов-Горний Анатолій Георгійович (20 червня 1935 — 13 лютого 1937) (репресований)
- Тіунов Віктор Фотійович (13 лютого 1937 — 1 серпня 1937)
- Нікітін Михайло Вікторович (1 серпня 1938 — 5 лютого 1939, з вересня 1938 виконувач обов'язків)
- Баранов Олександр Нікифорович (5 лютого 1939 — 15 червня 1967)
- Кутузов Ілля Андрійович (15 червня 1967 — 12 квітня 1986)
- Ященко Віктор Романович (12 квітня 1986 — 7 січня 1992)[a]
- Жданов Микола Дмитрович (червень 1991 — 5 (3?) листопада 1998)[a]
- Дражнюк Олександр Олександрович (7 (12?) жовтня 1998 — 1 листопада 2002)
- Бородко Олександр Вікторович (5 березня 2003 — 14 грудня 2009)